# Чопинг мол
Чопинг мол (енгл. Chopping Mall) је амерички слешер хорор филм из 1986. године, редитеља и сценаристе Џим Винорски са Кели Марони, Тонијем О'Делом, Барбаром Крамптон и Раселом Тодом у главним улогама. Радња је фокусирана на три безбедносна робота у тржном центру, која започињу масакр над запосленим тинејџерима који су остали унутра преко ноћи.
Филм има две верзије од којих је оригинална дужа 20 минута. Снимање је трајало 20 дана у тржном центру „Галерија” и још 2 дана у студију извршног продуцента Роџера Кормана, који је подржао филм јер му се допала идеја. Чопинг мол је добио осредње оцене критичара, а на сајтовима за прикупљање рецензија има просечне оцене између 50 и 60%. Филм је први пут приказан у биоскопима под насловом Килботи и био је велики комерцијални неуспех. Међутим, приликом другог приказивања, наслов је промењен у Чопинг мол и тада је остварио далеко већу зараду.
Од главних глумаца, Кели Марони је од раније била позната у хорор жанру, улогом у филму Ноћ комете (1984), док је Барбара Крамптон тумачила главне улоге у филмовима Реаниматор (1985) и Из друге димензије (1986). Тони О'Дел имао је мању улогу у Карате Киду (1984). У филму мању улогу има и Родни Истман, коме је то био глумачки деби, а касније се прославио улогом Џоја Крузела у филмовима Страва у Улици брестова 3: Ратници снова (1987) и Страва у Улици брестова 4: Господар снова (1988).

## Радња
У тржном центру „Парк Плаза” управо је инсталиран нов сигурносни систем који обухвата 3 високотехнолошка робота програмирана да ухвате лопове помоћу електрошокова и пиштоља за успављивање. Група тинејџера запослених у тржном центру одлучују да остану унутра преко ноћи како би направили журку. Када се тржни центар закључа пре него што успеју за изађу, сигурносни систем се активира, а роботи услед квара почињу да их убијају.

## Улоге
| Глумац           | Улога            |
| ---------------- | ---------------- |
| Кели Марони      | Алисон Паркс     |
| Тони О'Дел       | Ферди Мајзел     |
| Расел Тод        | Рик Стентон      |
| Барбара Крамптон | Сузи Лин         |
| Кари Емерсон     | Линда Стентон    |
| Ник Сегал        | Грег Вилијамс    |
| Сузи Слејтер     | Лесли Тод        |
| Џон Терлески     | Мајк Бренан      |
| Пол Бартел       | Пол Бланд        |
| Мари Воронов     | Мари Бланд       |
| Анџела Ејмс      | госпођа Вандерс  |
| Дик Милер        | Валтер Пејсли    |
| Пол Куфос        | др Стен Сајмон   |
| Артур Робертс    | господин Тод     |
| Герит Грејам     | Незлер, техничар |
| Лоренс Гај       | др Карингтон     |
| Тони Нејплс      | главна лепотица  |
| Мел Велес        | кувар            |
| Џим Винорски     | глас килбота     |
| Родни Истман     | крадљивац        |